# Joanna Kaiser
Joanna Kaiser, est une artiste née en 1967 à Cracovie, Pologne. Entre 1986 et 1991, elle étudie le dessin à l’Académie des Beaux-Arts de Cracovie. Elle enseigne aujourd’hui le dessin à Cracovie en tant que Professeure d’Université et a rejoint l’Université du Connecticut en 2000-2001 dans le cadre d’une bourse Fulbright. Ses dessins, peintures et gravures ont été présentés dans des dizaines d’expositions solo ou collectives aussi bien en Pologne qu’à l’étranger. Elle fait partie depuis le début des années 1990s du groupe néo-expressionniste Trzy Oczy.

## Parcours artistique
- Années 2000/2001, elle a séjourné aux États-Unis (Université du Connecticut).
- Depuis le début des années 90, elle est membre du groupe néo-expressionniste Trzy Oczy.
- Elle compte 14 expositions personnelles en Pologne[1] et à l'étranger, et a participé à plus de 70 expositions collectives dans le monde entier.

Son dernier livre a été réalisé en collaboration avec Déborah Heissler et publié aux éditions Æncrages & Co en France :
- Les Nuits et les Jours [en collaboration avec Joanna Kaiser (Pologne)], préface de Cole Swensen (États-Unis), Æncrages & Co, coll. Ecri(peind)re, Baume-les-Dames, 2020.

## Expositions personnelles
- Musée historique de Cracovie
- Musée d'art moderne de Radom, Pologne
- Benton Museum, UCONN, Storrs, États-Unis
- Musée Kate Kollwitz, Berlin